# Another Stakeout
Another Stakeout (bra Uma Nova Tocaia) é um filme de 1993 do gênero comédia de ação produzido por John Badham e co-produzido por D.J. Caruso. É uma sequência para o filme de 1987 Stakeout. Ao contrário de seu antecessor, o filme recebeu muitas críticas negativas e não teve sucesso comercial.

## Sinopse
Nesta nova versão, os detetives de Seattle, Chis Lecce e Bill Reimers se unem para preparar uma nova tocaia. Agora com uma difícil companheira que ainda traz seu atrapalhado cachorro, Archie. Juntos, eles fingem ser uma família perfeita para capturar suspeitos.

## Elenco principal
- Richard Dreyfuss  - Chris Lecce
- Emilio Estevez - Bill Reimers
- Rosie O'Donnell - Gina Garrett
- Dennis Farina - Brian O'Hara
- Marcia Strassman - Pam O'Hara

## Recepção
No agregador de críticas Rotten Tomatoes, na pontuação onde a equipe do site categoriza as opiniões da grande mídia e da mídia independente apenas como positivas ou negativas, tem um índice de aprovação de 16% calculado com base em 25 comentários dos críticos. Por comparação, com as mesmas opiniões sendo calculadas usando uma média aritmética ponderada, a nota alcançada é 4,5/10.
Roger Ebert avaliou com 3/4 de sua nota dizendo que "filmes como este são chicletes para a mente. Este mantém o seu sabor melhor do que a maioria." No Christian Science Monitor, Marilynne S. Mason  disse que "possui um bom elenco, mas o roteiro é tão desigual e o enredo tão mal desenvolvido que os poucos momentos divertidos do filme se perdem."